# Henri d'Orléans-Longueville
Henri Ier d'Orléans, duc de Longueville et d’Estouteville, prince de Châtelaillon, comte de Neuchâtel, de Valangin et de Tancarville, pair de France, né en 1568 et mort à Amiens le 8 avril 1595 fut Grand chambellan de France de 1589 à 1595 sous Henri IV de France. 

## Biographie

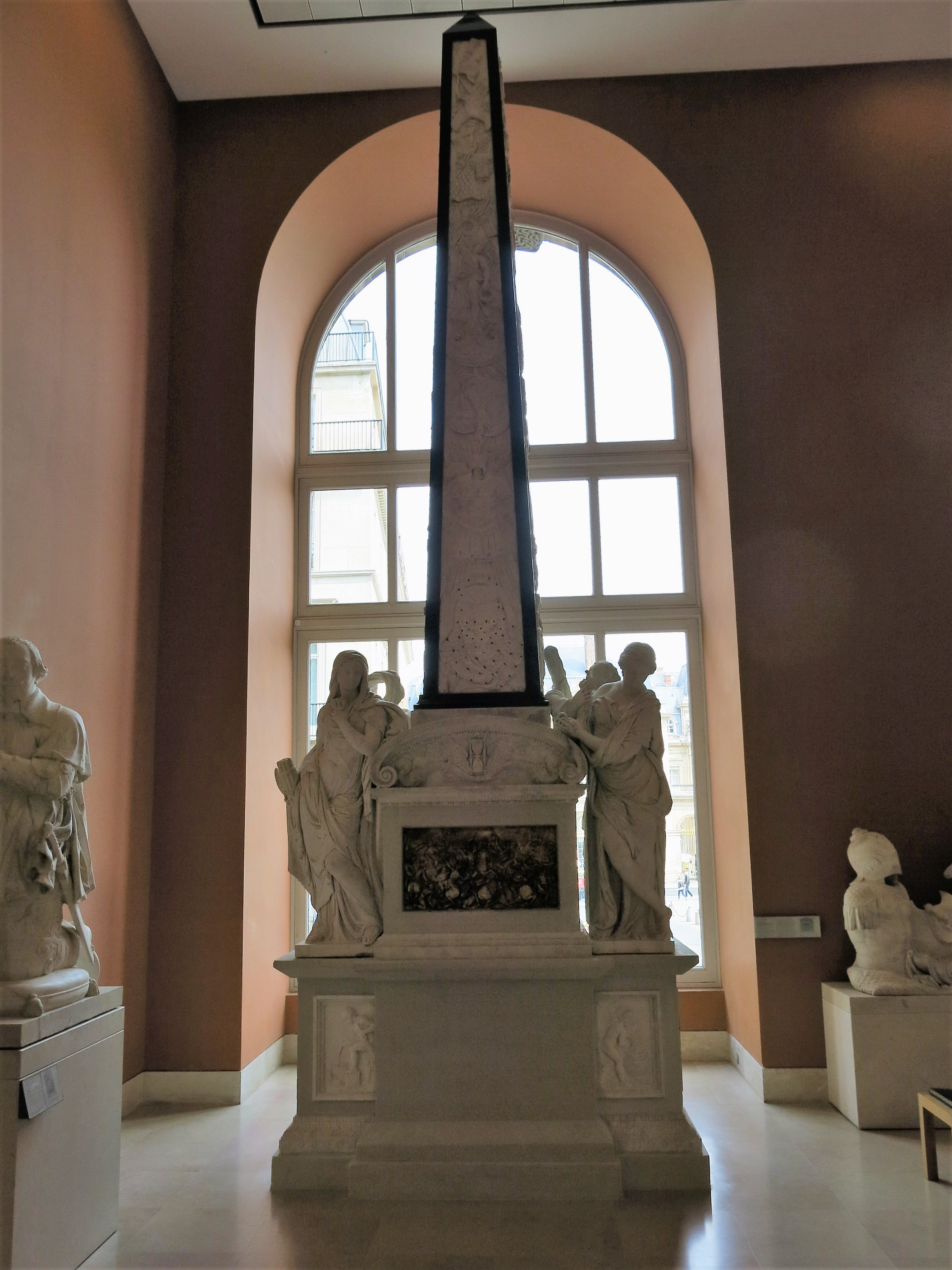
Monument du cœur du duc Henri Ier de Longueville au Louvre.

Fils de Léonor d'Orléans-Longueville (1540-1573) et de Marie de Bourbon, duchesse d'Estouteville et comtesse de Saint-Pol (1539-1601), il se porte au-devant de François de La Noue lors de sa libération en 1589 et remporte sur les Ligueurs la bataille de Senlis le 17 mai 1589.
À l'assassinat d’Henri III de France au mois d'août suivant, le roi protestant de Navarre Henri de Bourbon est appelé à régner sous le nom d'Henri IV, mais les grandes villes françaises se rangent derrière la Ligue et son chef, le duc Charles de Lorraine.
À ce moment-là, l'armée royale d'Henri IV n'est plus que l'ombre d'elle-même. Ce dernier ne peut compter que sur 20 000 hommes à peine pour conquérir un royaume qui se refuse à lui. Il confie le commandement de la Picardie au duc de Longueville. Henri d'Orléans, lui ouvre la ville de Gournay-en-Bray dont il est le seigneur, puis dégage la place de Dieppe lors du siège mené par le duc de Mayenne et se fait remarquer à la journée des Farines (20 janvier 1591).
Henri d'Orléans épouse Catherine de Gonzague (1568-1629), dont il eut un fils, Henri II.
Henri d'Orléans-Longueville meurt à Amiens le 8 avril 1595 après avoir été victime d'un coup de mousquet dans la salve qu'on lui a fait à son entrée dans la ville de Doullens.